# Rosales (Burgos)
Rosales es una localidad situada en la provincia de Burgos, comunidad autónoma de Castilla y León (España), comarca de Las Merindades, partido judicial de Villarcayo, ayuntamiento de Medina de Pomar.

## Geografía
Situado 4.5 km. al este de la capital del municipio, a 12  de Villarcayo, cabeza de partido, y a  87 de Burgos. 

### Comunicaciones
- Carretera:  Local BU-V-5512, de Medina a la BU-V-5511.

Medina de Pomar. 
Situado en la carretera provincial  BU-V-5512  entre Medina de Pomar y Bóveda de la Ribera. 
- Carretera:

Se accede desde Medina de Pomar de 2 maneras, ambas partiendo desde el cruce de El Olvido  N-629  tomando la carretera autonómica  BU-551  dirección La Cerca/Criales: 
- La primera manera es la más directa, tomando la carretera provincial/local  BU-V-5512  en el primer cruce que te encuentras a mano derecha en las últimas casas de Medina y desde aquí llegarás hasta Rosales subiendo por la ladera del monte. 
- La segunda manera es más cómoda, consiste en tomar dirección de Bóveda de la Ribera llegando hasta el cruce anterior a La Cerca desviándote a la derecha para coger la carretera provincial  BU-V-5511  dirección Bóveda/Criales, donde a mitad de camino (2,5 km) hay un cruce que conduce a Rosales por la carretera provincial  BU-V-5512 .
- Autobús:

Desplazarse hasta Medina de Pomar para coger el autobús.

## Demografía
En el censo de 1950 contaba con  120 habitantes, reducidos a 16 en el padrón municipal de 2007.

## Historia
Lugar  perteneciente a la  Junta de la Cerca , una de las seis en que se subdividía la Merindad de Losa  en el Corregimiento de las Merindades de Castilla la Vieja, jurisdicción de realengo con regidor pedáneo.
A la caída del Antiguo Régimen queda agregado al ayuntamiento constitucional   de Junta de la Cerca , en el partido de Villarcayo perteneciente a la región de  Castilla la Vieja , para posteriormente integrarse en su actual municipio de  Medina de Pomar.